# Герб Білоруської РСР
Герб Білоруської РСР (біл. Герб Беларускай ССР) — державний символ Білоруської РСР. Офіційно — Державний герб, хоча ця державна емблема й не є геральдичною.

## Історія герба Білоруської РСР
Опис першого герба БРСР було закріплено в Конституції 1919 року (ст. 31). Герб був повністю тотожний гербу РРФСР: на червоному полі золоті серп і молот на тлі променів висхідного сонця, щит оточувало колосся пшениці, розташовувалися написи білоруською мовою: назва країни «Соціалістична Радянська Республіка Білорусь» (вгорі) і девіз «Пролетарі всіх країв, єднайтеся!» (біл. «Пролетары ўсіх краёў, злучайцеся!»).
У 1924 році Секретаріат ЦВК Білоруської РСР оголосив конкурс на найкращий проект державного герба республіки. 27 грудня 1926 року РНК БРСР визнав вдалим зображення герба, виконане білоруським художником Валентином Волковим. Девіз був змінений на «Пролетарі всіх країн, єднайтеся!» (біл. «Пролетары ўсіх краін, злучайцеся!») і розміщений на чотирьох мовах — білоруською, російською, польською (пол. Proletariusze wszystkich krajów, łączcie się!) та ідиш (їд. פּראָלעטאַריער פֿון אַלע לענדער, פֿאַרײניקט זיך!). 11 квітня 1927 року зображення державного герба БРСР і його опис були прийняті VIII з'їздом Рад БРСР й внесені в Конституцію.
5 квітня 1937 року постановою Президії ЦВК БРСР «Про державний герб і прапор БРСР» було закріплено офіційне зображення герба. У серпні 1938 року був затверджений новий варіант герба БРСР, відповідно до рекомендацій Комісії при Президії ВР СРСР девіз став відображатися тільки двома мовами: білоруською та російською (прибрали написи польською та ідиш), дубова гілка була замінена колоссям жита, переплетеними льоном. Малюнок переробив В. В. Волков. Указом Президії ВР БРСР від 20 листопада 1938 року був уточнений переклад на білоруську мову девізу, він став читатися як: «Пролетарі всіх країн, єднайцеся!» (біл. «Пролетарыі ўсіх краін, еднайцеся!»), також були внесені поправки в зображення (змінена угруповання сонячних променів).
У 1950-ті роки народним художником Радянського Союзу Іваном Дубасовим був розроблений новий, злегка змінений проект герба. Льон на гербі БРСР став відображатися не з коробочками, а з квітами. Абревіатура назви республіки з цього часу не розділяється точками. 28 лютого 1958 року Президія Верховної Ради БРСР прийняла указ про чергове уточнення білоруського тексту девізу, з тих пір він виглядає як: «Пролетарі всіх країн, єднайтеся!» (біл. Пролетарыі ўсіх краін, яднайцеся!»).
Останнє уточнення герба БРСР послідувало в 1981 році, тоді були трохи змінені кольори серпа та молота, льна та сонячних променів.
19 вересня 1991 року герб Білоруської РСР був замінений на герб «Погоня», в минулому — герб Великого князівства Литовського і Білоруської Народної Республіки. У радянській Білорусі герб «Погоня» піддавався офіційній дискредитації, попри це залишаючись символом національно-визвольного руху.

## Галерея гербів Білоруської РСР

З 1919 по 1927 роки
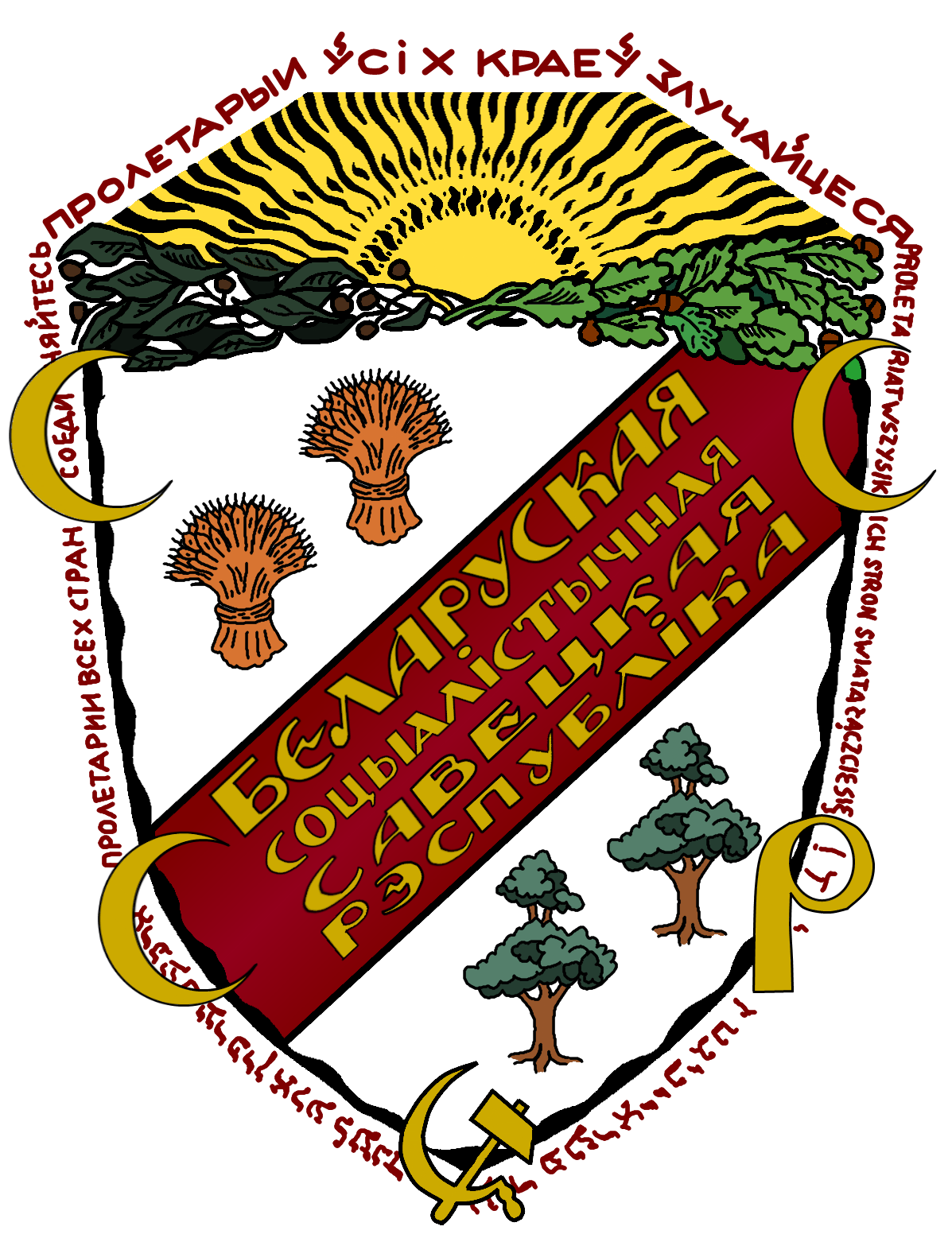
Проект герба БССР Г. Змудинського (1924)
З 1927 по 1937 роки
З 1937 по 1938 роки
З 1938 по 1949 роки
З 1949 по 1958 роки
З 1958 по 1981 роки
З 1981 по 1991 роки